# Vitalij Georgijevič Smagin
Vitalij Georgijevič Smagin (rusky Виталий Георгиевич Смагин; 14. července 1937, Bratcevo – 9. prosince 2015, Irkutsk) byl ruský malíř–monumentalista, čestný občan města Irkutsk.

## Život
V roce 1965 absolvoval Irkutskou uměleckou školu. V roce 1971 vystudoval Leningradskou vysokou školu průmyslového umění. V letech 1982–1986 byl předsedou Irkutské oblastní unie umělců.
Je autorem projektu památníku "Věčný plamen" a památníku na Lisichinském hřbitově v Irkutsku, stejně jako pamětního hřbitova obětí represí v Pivovariche.
Účastnil se výstav v SSSR, Afghánistánu, Německu, Mongolsku, USA, Francii a Japonsku. Jeho obrazy jsou v Ruském muzeu (Petrohrad), v galerii Pila (Polsko), v muzeích Barnaulu, Irkutsku, Kemerovu, Krasnojarsku, Novokuzněcku a také v soukromých sbírkách. Věnoval se také pedagogické činnosti.
V roce 2018 byla na jeho domě odhalena pamětní deska.